# Phare de Punta del Pescador
Le phare de Punta del Pescador est un phare situé sur la falaise du même nom, dans la ville de Santoña, dans la communauté autonome de Cantabrie en Espagne.
Il est géré par l'autorité portuaire de Santander.

## Histoire
À l'origine, il y eut un premier phare dans la baie de Santoña, sur le promontoire connu sous le nom de Punta del Fraile. Celui-ci ne marquant pas bien la côte, la construction d'un nouveau phare a été décidée en 1859. Sa mise en service a eu lieu le 1er février 1864. Il a d'abord fonctionné à l'huile d'olive avec un système optique de 300 mm servant essentiellement aux pêcheurs et plaisanciers. Lors d'une rénovation en 1929, il a changé de caractéristique pour devenir à 4 éclats (3+1) toutes les 18 secondes.
C'est une tour conique blanche de 13 m de haut, attenante au bâtiment qui a été modifié en 1926 lors de la rénovation du système d'éclairage. L'introduction de son automatisation avait donné lieu à la suppression du personnel résident, ce qui avait conduit à la démolition des logements et la construction d'un petit bâtiment technique. En 1990, lors d'une rénovation, a été ajouté un groupe électrique.
Identifiant : ARLHS : SPA066 ; ES-00970 - ex-Amirauté : D15136 - NGA : 1964 .
|                    |
| Punta del Pescador |

|                         |
| Les phares de Cantabrie |

### Lien connexe
- Liste des phares d'Espagne